# Khantàiskoie Ózero
Khantàiskoie Ózero (en rus: Хантайское Озеро) és un poble (un possiólok) del krai de Krasnoiarsk, a Rússia, que en el cens del 2010 tenia 354 habitants. Pertany al districte de Dudinka.